# Miliusa indica
Miliusa indica är en kirimojaväxtart som beskrevs av Jean Baptiste Leschenault de la Tour och A. Dc. Miliusa indica ingår i släktet Miliusa och familjen kirimojaväxter. Inga underarter finns listade i Catalogue of Life.